# Geranium traversii
Geranium traversii är en näveväxtart som beskrevs av Joseph Dalton Hooker. Geranium traversii ingår i släktet nävor, och familjen näveväxter. Inga underarter finns listade i Catalogue of Life.